# ريان يونغ
ريان يونغ (بالإنجليزية: Ryan Young)‏ هو لاعب كرة قدم أمريكية أمريكي، ولد في 28 يونيو 1976 في سانت لويس في الولايات المتحدة.

## وصلات خارجية
- ريان يونغ على موقع مرجع كرة القدم المحترفة.كوم (الإنجليزية)